# Татаро-Лакинский сельсовет
Татаро-Лакинский сельсовет — сельское поселение в Вадинском районе Пензенской области Российской Федерации.
Административный центр — село Татарская Лака.

## История
Статус и границы сельского поселения установлены Законом Пензенской области от 2 ноября 2004 года № 690-ЗПО «О границах муниципальных образований Пензенской области».
22 декабря 2010 года в соответствии с Законом Пензенской области № 1992-ЗПО в состав сельсовета включены территории упразднённого Выборновского сельсовета.

## Население
| 2002 | 2010 | 2012 | 2013 | 2014 | 2015 | 2016 |
| ---- | ---- | ---- | ---- | ---- | ---- | ---- |
| 518  | ↘446 | ↗774 | ↘743 | ↘730 | ↘715 | ↘692 |
| 2017 | 2018 | 2021 |      |      |      |      |
| ↘689 | ↘666 | ↘599 |      |      |      |      |

## Состав сельского поселения
| №  | Населённый пункт | Тип населённого пункта       | Население |
| -- | ---------------- | ---------------------------- | --------- |
| 1  | Алексеевка       | деревня                      | 22        |
| 2  | Вишняки          | деревня                      | 0         |
| 3  | Вторая Лака      | деревня                      | 23        |
| 4  | Выборное         | село                         | ↘277      |
| 5  | Красавка         | деревня                      | 9         |
| 6  | Лесная Крутовка  | деревня                      | 82        |
| 7  | Мочалейка        | деревня                      | 22        |
| 8  | Сноховка         | деревня                      | 28        |
| 9  | Сошниковка       | деревня                      | 37        |
| 10 | Судакаевка       | деревня                      | 14        |
| 11 | Татарская Лака   | село, административный центр | ↘283      |
| 12 | Чудовка          | деревня                      | 5         |